# Saka (Marocco)
Saka (in arabo صاكة‎?, Ṣākah; in berbero ⵚⴰⴽⴰ, Ṣaka) è un centro abitato e comune rurale del Marocco situato nella provincia di Guercif, regione di Regione Orientale. Conta una popolazione di 21 048 abitanti (censimento 2014).